# Parabrachiella richiardii
Parabrachiella richiardii is een eenoogkreeftjessoort uit de familie van de Lernaeopodidae. De wetenschappelijke naam van de soort is voor het eerst geldig gepubliceerd in 1978 door Ben Hassine & Raibaut.